# Crin Antonescu
George Crin Laurențiu Antonescu (* 21. září 1959, Tulcea) je rumunský pedagog a politik, bývalý ministr, poslanec, senátor a předseda Národní liberální strany (PNL). Mezi lety 2012 až 2014 byl předsedou horní komory rumunského parlamentu a z této pozice vykonával po dobu 48 dní prezidentské pravomoci v měsících červenci a srpnu roku 2012. Kandidoval v prezidentských volbách v roce 2025, kde skončil se ziskem 20 % hlasů na třetím místě a do druhého kola voleb tak nepostoupil.

## Biografie
Narodil se roku 1959 ve městě Tulcea v tehdejší Rumunské lidové republice. Po rozvodu rodičů byl vychován svým otcem, který jej nasměřoval na filozofickou fakultu na Univerzity v Bukurešti, aby se stal učitelem historie. Po promoci v roce 1985 pracoval jako učitel dějepisu v obci Solești v župě Vaslui. Později se vrátil do rodného města Tulcea a pokračoval ve své pedagogické činnosti v obci Niculițel až do roku 1989. Mezi lety 1989 a 1990 pracoval jako kurátor v Muzeu kultury a archeologie v Tulcea. Poté obnovil svou pedagogickou činnost a vyučoval na střední škole „Spiru Haret“ v Tulcea, a to až do svého zvolení poslancem v roce 1992.

### Politická kariéra
Stal se členem Národně liberální strany (PNL), za kterou byl v parlamentních volbách roku 1992 zvolen poslancem dolní komory rumunského parlamentu. Od 5. prosinec 1997 do 28. prosinec 2000 zastával v několika vládách post ministra mládaže a sportu. V parlamentních volbách 2008 byl zvolen senátorem horní komory parlamentu. Neúspěšně se účastnil prezidentských voleb v roce 2009, kdy v prvním kole skončil se ziskem 20% odevzdaných hlasů na třetím místě v pořadí a nepostoupil tak do druhého rozhodujícího kola. V období od 3. července 2012 do 4. března 2014 působil jako předseda senátu. Z titulu této funkce vykonával od 10. července do 27. srpna 2012 po dobu 48 dní prezidentské pravomoci.

#### Kandidatura na prezidenta
| Volby | Subjekt       | První kolo | První kolo | První kolo  | Druhé kolo | Druhé kolo | Druhé kolo |
| Volby | Subjekt       | Hlasy      | %          | Výsledek    | Hlasy      | %          | Výsledek   |
| ----- | ------------- | ---------- | ---------- | ----------- | ---------- | ---------- | ---------- |
| 2009  | PNL           | 1 945 831  | 20,00      | Nepostoupil | —          | —          | —          |
| 2025  | PNL–PSD–RMDSZ |            |            |             |            |            |            |

## Soukromý život
Antonescova první manželka Aurelia spáchala v roce 2004 sebevraždu kvůli nevyléčitelné nemoci. Spolu měli dceru Irinu (* 2001). V červnu 2009 Antonescu oznámil, že se znovu ožení se stranickou kolegyní Adina-Ioana Vălean (* 1968). Pár uzavřel sňatek dne 25. září 2009.